# Rozkochów (gromada)
Rozkochów – dawna gromada, czyli najmniejsza jednostka podziału terytorialnego Polskiej Rzeczypospolitej Ludowej w latach 1954–1972.
Gromady, z gromadzkimi radami narodowymi (GRN) jako organami władzy najniższego stopnia na wsi, funkcjonowały od reformy reorganizującej administrację wiejską przeprowadzonej jesienią 1954 do momentu ich zniesienia z dniem 1 stycznia 1973, tym samym wypierając organizację gminną w latach 1954–1972.
Gromadę Rozkochów z siedzibą GRN w Rozkochowie utworzono – jako jedną z 8759 gromad na obszarze Polski – w powiecie prudnickim w woj. opolskim, na mocy uchwały nr VII/28/54 WRN w Opolu z dnia 4 października 1954. W skład jednostki weszły obszary dotychczasowych gromad Ćwiercie, Rozkochów i Zabierzów ze zniesionej gminy Walce oraz Nowe Kotkowice ze zniesionej gminy Biedrzychowice w tymże powiecie. Dla gromady ustalono 12 członków gromadzkiej rady narodowej.
1 stycznia 1956 gromada weszła w skład nowo utworzonego powiatu krapkowickiego w tymże województwie.
Gromadę zniesiono 31 grudnia 1961, a jej obszar włączono do gromad: Walce (wsie Rozkochów, Zabierzów i Ćwiercie) i Kórnica (wieś Kotkowice Nowe) w tymże powiecie.